# Saint-Ferréol-d’Auroure
Saint-Ferréol-d’Auroure (okzitanisch: Sent Ferriòu) ist eine französische Gemeinde mit 2.457 Einwohnern (Stand: 1. Januar 2022) im Département Haute-Loire in der Region Auvergne-Rhône-Alpes. Sie gehört zum Arrondissement Yssingeaux und zum Kanton Aurec-sur-Loire. Die Einwohner werden San-Ferrois(es) genannt.

## Geographie
Saint-Ferréol-d’Auroure liegt im Velay, einer Landschaft im französischen Zentralmassiv, und im Forez etwa 19 Kilometer südwestlich von Saint-Étienne am Gampille, einem Zufluss der Ondaine. Umgeben wird Saint-Ferréol-d’Auroure von den Nachbargemeinden Unieux und Fraisses im Norden, Firminy im Nordosten, Saint-Just-Malmont im Osten, Saint-Didier-en-Velay im Süden und Südosten, Pont-Salomon im Süden und Südwesten sowie Aurec-sur-Loire im Westen und Nordwesten.
Durch die Gemeinde führt die Route nationale 88.

## Bevölkerungsentwicklung
| Jahr                       | 1962 | 1968 | 1975 | 1982 | 1990 | 1999 | 2006 | 2017 |
| Einwohner                  | 562  | 635  | 859  | 1240 | 1775 | 2052 | 2188 | 2464 |
| Quellen: Cassini und INSEE |      |      |      |      |      |      |      |      |

## Sehenswürdigkeiten

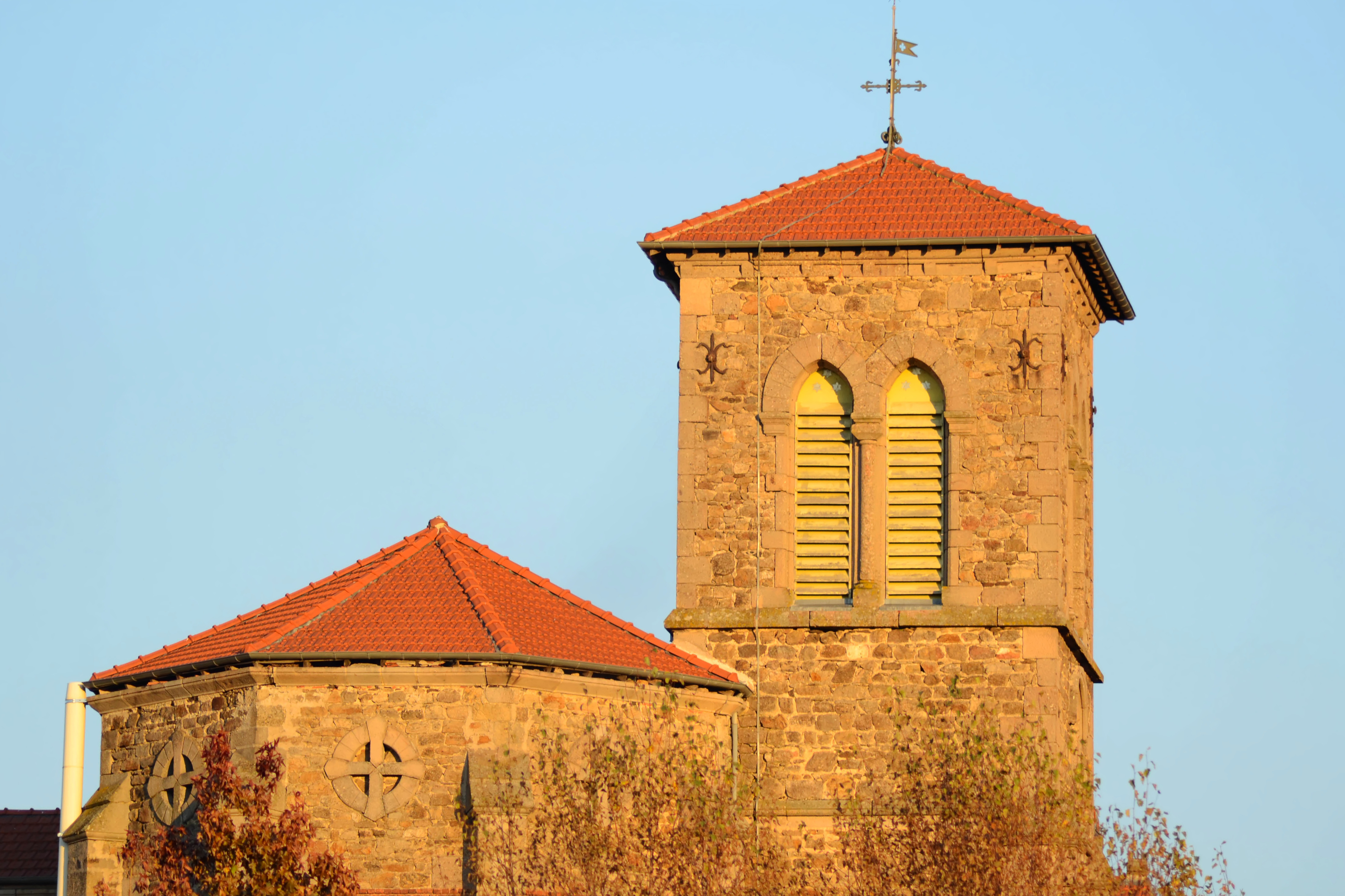
Türme der Kirche Saint-Laurent

- Kirche Saint-Laurent
- Kapelle Saint-Roch
- Schloss und Kapelle Villeneuve
- Calvaire
- Backhaus
- Wehrhaus La Bourie
- Turmruine von Oriol
- Rathaus